# Ruth Svedberg
Ruth Augusta Svedberg, švedska atletinja, * 14. april 1903, Malmberget, Švedska, † 27. december 2002, Göteborg, Švedska.
Nastopila je na poletnih olimpijskih igrah leta 1928, kjer je osvojila bronasto medaljo v metu diska, nastopila je tudi v teku na 100 m in štafeti 4x100 m, v obeh disciplinah se ni uvrstila v finale.